# Andreas von Schubert
Andreas Friedrich Hans von Schubert (* 1968) ist ein deutscher Maschinenbauingenieur und Wirtschaftswissenschaftler.

## Leben
Von Schubert studierte zunächst Maschinenbau in München und Bielefeld. Nach dem Abschluss als Diplom-Ingenieur (FH) absolvierte er ein MBA-Studium im Fernprogramm am Henley Management College in Reading. Er wurde dann 2006 bei Rainer Marr an der Fakultät für Wirtschafts- und Organisationswissenschaften der Universität der Bundeswehr München mit der Dissertation Loyalität im Unternehmen. Nachhaltigkeit durch mitarbeiterorientierte Unternehmensführung zum Dr. rer. pol. promoviert.
Er ist Professor für Personalmanagement an der Hochschule Wismar und betreut Bachelor- und Masterstudenten. Von Schubert ist Autor von Büchern, Fachartikeln und Konferenzbeiträgen und ist seit 2009 Mitherausgeber der Wismarer Schriften zu Management und Recht, die im Europäischen Hochschulverlag verlegt werden.
Zuvor war er Projektleiter und Referent bei MAN in Karlsfeld und München sowie Technische Direktor beim Zulieferer Webasto in Stockdorf. Bei MAN Nutzfahrzeuge war er 2004 und 2007 Miterfinder von patentierten Antriebssträngen.

## Schriften (Auswahl)
- Loyalität im Unternehmen. Nachhaltigkeit durch mitarbeiterorientierte Unternehmensführung (= Europäische Hochschulschriften. Reihe 5: Volks- und Betriebswirtschaft. Band 3240). Lang, Frankfurt am Main u. a. 2007, ISBN 978-3-631-55810-2.
- Personalwirtschaft. Unternehmerische Aufgabe und gesellschaftliche Verantwortung. Wayküll Verlag, Lübeck 2013, ISBN 978-3-944499-00-0.
- Kunden Führen. Wie interne Kundenorientierung Leistung und Motivation fördert. Wayküll Verlag, Lübeck 2014, ISBN 978-3-944499-04-8.